# Palau Blaugrana
O Palau Blaugrana (em português Palácio Azul e Grená) é uma arena multiuso localizada em Barcelona, Catalunha, Espanha, que pertence ao FC Barcelona. A arena é utilizada para eventos das equipes de basquete, handebol, hóquei em patins e futsal do clube.
Foi inaugurado em 23 de outubro de 1971 com capacidade para 5696 espectadores, após reforma em 1994 a capacidade foi expandida para 7334 e por fim em Outubro de 2007 alcançou os atuais 7585 espectadores.
Durante as Olimpíadas de 1992 em Barcelona, o Palau Blaugrana foi utilizado para a realização dos eventos oficiais da modalidade de judô e nas modalidades de demonstração taekwondo e hóquei em patins.
O clube homenageia com camisas de numeração retirada nove atletas que fizeram história no basquetebol, handebol e hóquei em patins sendo eles: Andrés Giménez, Nacho Solozábal, Juan Antonio San Epifanio "Epi" e Roberto Dueñas (basquete); Joan Sagalés, Iñaki Urdangarín, Òscar Grau, Enric Masip, Xavier O'Callaghan e David Barrufet (handebol); e a estrela do hóquei em patins Alberto Borregán.

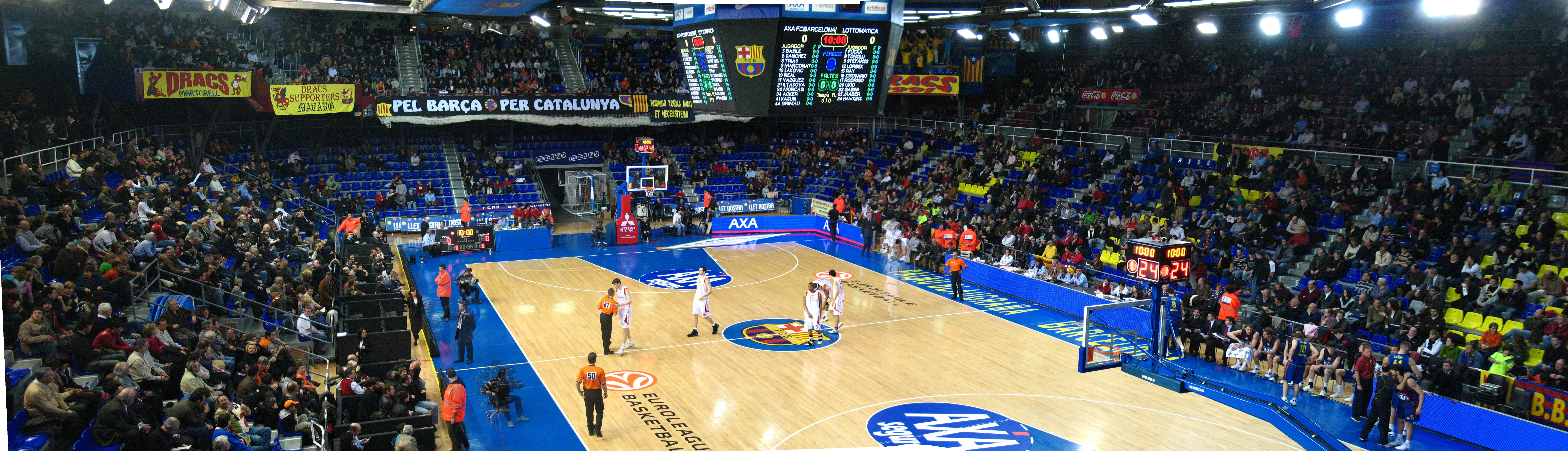
Vista interna do Palau Blaugrana durante a partida do FC Barcelona contra a Lottomatica Roma na Euroliga em fevereiro de 2008.